# سقف جمجمه

مکمل کامل استخوان‌های سقف جمجمه چهارپایان، همان‌طور که در تمنوسپوندیل Xenotosuchus دیده می‌شود.

سقف جمجمه یا استخوان‌های سقفی جمجمه مجموعه‌ای از استخوان‌های پوشاننده مغز، چشم‌ها و سوراخ‌های بینی در ماهیان استخوانی و همهٔ مهره‌داران زمینی است. استخوان‌ها از استخوان پوستی مشتق شده‌اند و بخشی از درماتوکرانیوم هستند.
در کالبدشناسی مقایسه‌ای، این اصطلاح به سراسر درماتوکرانیوم اطلاق می‌شود. در کالبدشناسی عمومی، استخوان‌های سقفی ممکن است به‌طور خاص به استخوان‌هایی اشاره شوند که در بالا و کنار مغز و مغز و اعصاب تشکیل می‌شوند (یعنی به استثنای استخوان‌های کناری فک فوقانی مانند فک بالا و پیش‌ماگزیلا). در کالبدشناسی انسان، سقف جمجمه اغلب به‌طور خاص به کلاهک جمجمه اشاره دارد.

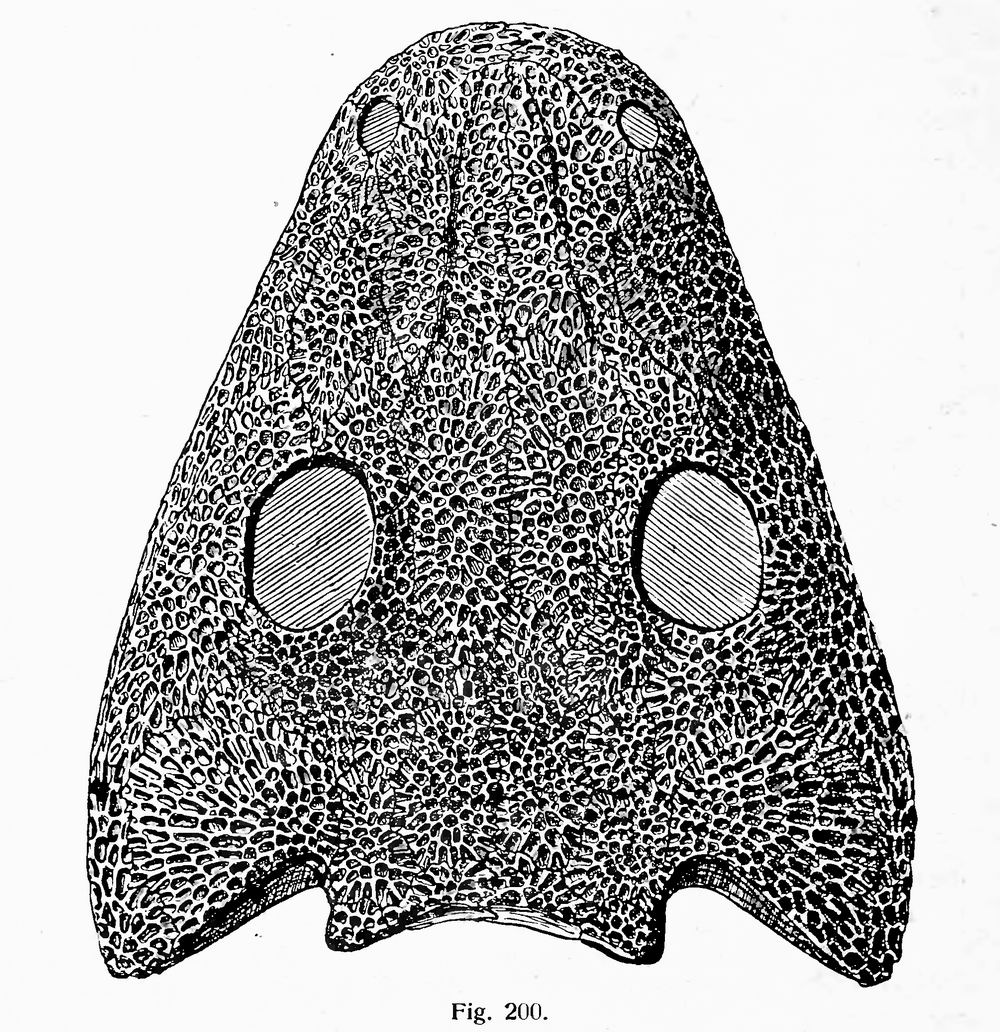
سقف جمجمه در Cheliderpeton، یک دوزیست تمنوسپوندیل